# Ludmiła Jeske-Choińska
Pour les articles homonymes, voir Jeske.
Ludmila Jeske-Choińska-Mikorska (1849 - 2 novembre 1898) est une chanteuse et compositrice polonaise.

## Biographie
Elle nait en 1849 à Małachowo, près de Poznań. 
Elle étudie le chant à Vienne avec Mathilde Marchesi et à Milan avec Francesco Lamperti et la composition à Varsovie avec Gustav Roguski et avec Zygmunt Noskowski. Elle a étudié au Conservatoire de Paris.
Son poème symphonique Rusalka remporte un prix à Chicago en 1893. 
Elle épousa Teodor Jeske-Choiński (en). Elle meurt le 2 novembre 1898 Varsovie.

## Œuvres
Mikorska a composé des œuvres pour l'orchestre, de la musique de scène pour le théâtre ainsi que des danses et des œuvres pour piano. 
- Poème symphonique Rusalka
- Markiz de Créqui, opéra-comique, 1892
- Filutka, opérette, 1884
- Zuch dziewczyna, opérette, 1884